# Jesús 'Cochihuila' Valenzuela
Jesús “Cochihuila” Valenzuela Medina (11 de septiembre de 1914, en Culiacán, Sinaloa - 22 de julio de 1985 en Ciudad de México). Fue lanzador derecho de béisbol profesional mexicano. Fue el primer lanzador con 25 victorias en un año en la Liga Mexicana de béisbol. Ganó y perdió 141 vs 119 juegos en su carrera, para un promedio global de .542. para un 3.09 CLA. Contra la creencia generalizada, es oriundo de Sinaloa, y no de Sonora, pero se crio y se hizo pelotero en la sonorense ciudad de Empalme.

## Ligas menores en Estados Unidos.
Jugó en la Liga Arizona-Texas, con los Bisbee Bees. donde resultó el Novato del Año. Liga Río Grande Valley con los Donna-Robstown Cardinals, y en la Liga Gulf Coast con los Corpus Christi Aces. Jugó con el club Marianao en Cuba.

## Liga Mexicana de Béisbol
Jugó en la Liga Mexicana, con los Alijadores de Tampico, Ángeles de Puebla, Indios de Juárez,Petroleros de Poza Rica Veracruz.
Debutó en 1938 para los Alijadores de Tampico. “Cochihuila” y estuvo con ellos por 11 años. En su presentación en el circuito, derrotó al Águila de Veracruz por 2-1, en Veracruz, en cerrado juego contra Silvio García.
En 1941 se coronó en carreras limpias admitidas con 3.12. 
En 1942 fue su mejor temporada, porque conquistó 25 victorias, récord para un lanzador mexicano que comparte con otros dos serpentineros que lo hicieron posteriormente. 
Repitió los 25 triunfos en 1950. En 1949 tuvo 22 y en 1951, fueron 20 y 19 en 1945.
Ramón Bragaña le quitó el récord pues en 1944 obtuvo 30 triunfos completándolos el 5 de octubre.
En 1945, superó en histórico duelo por 1-0, en 10 entradas, a Tomás Planchardón Quiñones, del Puebla, con un jonrón de Ángel Castro, logrando el campeonato para los Alijadores. De la misma forma fue en 1946, pero ganándoles a los Tuneros de San Luis Potosí.
En 1946 sostuvo dos tremendas batallas contra Max Lanier de los Azules del Veracruz, en un lapso de tres días. El primer juego terminó 0-0 en 11 innings; el segundo lo ganó Valenzuela 1-0, para lograr el campeonato para los Alijadores.
En 1948 dejó a los Alijadores. En 1950, Jesús “Cochihuila” Valenzuela formó parte de los Indios de Cd. Juárez. Se retiró en 1953 con 9 ganados y 8 perdidos y 6.32 de CLA.

## Salón de la Fama
Jesús "Cochihuila" Valenzuela ingresó al Salón de la Fama del Beisbol Mexicano en 1971.

## Vida privada
Se casó con Rosalba Romero Varela con quien tuvo cuatro hijos: Luis, Jesús Alfredo, Rosalva Gloria y Rita Soledad.